# Desastre de Bolol
Desastre de Bolol é a designação por que ficou conhecida na historiografia colonial portuguesa o resultado da expedição militar portuguesa enviada em finais de 1878 para recuperar o Fortim de Bolol na foz do rio Cacheu, na então Guiné Portuguesa. A expedição, enviada pelo governador de Cabo Verde, que à época tinha jurisdição sobre a costa da Guiné, resultou na morte de quase todo o contingente envolvido na operação, o que determinou a alteração da estratégia portuguesa na região, nomeadamente a criação de um governo específico na Guiné, sedeado em Bolama e separado do de Cabo Verde.

## Descrição
No contexto da corrida à ocupação efectiva do território africano, que culminaria na Conferência de Berlim (1884-1885), forças britânicas da colónia da Serra Leoa instalaram-se na ilha de Bolama, iniciando uma disputa pelo controlo da foz do Cacheu que culminou em 1870 com a decisão arbitral do presidente norte-americano Ulysses S. Grant que reconheceu a soberania portuguesa na região. Em consequência, o Governo português ordenou a ocupação efectiva daquela região, visando a consolidação do seu estatuto como possessão portuguesa. Entre os postos criados, foi estabelecido um fortim na tabanca de Bolol (ao tempo também referida como Bolor), em território do grupo étnico dos felupes, na margem direita do rio Cacheu.
O objetivo do fortim de Bolol era albergar uma pequena força portuguesa à qual caberia controlo do movimento marítimo na embocadura do rio Cacheu, estabelecendo assim a posse efectiva do território em antecipação a novos conflitos pela posse daquela estratégica porção da costa africana e das ilhas fronteiras, nomeadamente a posse de Bolama e da parte mais interna do arquipélago dos Bijagós.
Aparentemente com o apoio britânico, cujos mercadores na região terão fornecido armamento, o povo da tabanca felupe de Djufunco, situada a pouca distância de Bolol, não aceitou a presença militar portuguesa, atacando e destruindo o fortim.
Em resposta ao ataque, governador da Cabo Verde, então com jurisdição sobre a costa africana fronteira ao arquipélago de Cabo Verde, na qual se incluía a actual Guiné-Bissau, enviou em 1878 uma expedição punitiva a Djufunco. A resistência do povo felupe foi inesperadamente dura e a expedição foi um desastre militar, resultando na morte da maioria do efetivo português envolvido na operação.
O incidente, apelidado de «desastre de Bolol», foi uma das maiores derrotas do Exército Português na luta pelo controlo das populações africanas das colónias portuguesa no contexto das campanhas de pacificação.
Como consequência imediata foi determinado a criação de um governador autónoma na Guiné, separado de Cabo Verde, sendo escolhida como sede a vila de Bolama, estabelecendo assim uma efectiva presença portuguesa no território que havia sido disputado com os britânicos. Seguiram múltiplas acções militares visando a submissão dos diversos povos da região, nomeadamente contra os beafadas em Djabadá (1882), os papéis em Bissau e no Biombo (1882-1884), os balantas em Nhacra (1882-1884) e os manjacos em Caió (1883).
No local do fortim, agora parte do Parque Nacional Varela, apenas resta uma pequena peça de artilharia em ferro, de alma lisa.